# Lysandra semicoelestis
Lysandra semicoelestis är en fjärilsart som beskrevs av Tutt 1909. Lysandra semicoelestis ingår i släktet Lysandra och familjen juvelvingar. Inga underarter finns listade i Catalogue of Life.